# Refrolix ruensis
Refrolix ruensis är en insektsart som beskrevs av Pieter D. Theron 1984. Refrolix ruensis ingår i släktet Refrolix och familjen dvärgstritar. Inga underarter finns listade i Catalogue of Life.